# Rafael Spregelburd
Rafael Spregelburd (Buenos Aires, 3 aprile 1970) è un attore, drammaturgo e regista teatrale argentino.

## Biografia
Si è formato sotto la guida di Ricardo Bartis e Mauricio Kartun e ha frequentato le facoltà di Arti Combinate e di Lettere e Filosofia all'Università di Buenos Aires. Ha in seguito abbandonato gli studi universitari per dedicarsi all'attività di attore e di autore. Un'altra figura rilevante nella formazione di Rafael Spregelburd è stato il drammaturgo spagnolo José Sanchis Sinisterra, di cui il drammaturgo ha frequentato dei seminari a Buenos Aires e a Barcellona.
Insieme all'attrice Andrea Garrote, nel 1995, è stato fondatore della compagnia teatrale El Patròn Vàsquez di Buenos Aires.
È stato autore residente per diversi teatri tedeschi e inglesi: la Deutsches Schauspielhaus di Amburgo (2000-2001), la Theaterhaus di Stoccarda (2002), la Schaubühne di Berlino (2004 e 2005), il Münchner Kammerspiele di Monaco di Baviera (2007). Nel 2005 diventa membro permanente della Akademie Schloss Solitude di Stoccarda. Nel biennio 2006-2007 è autore residente del Chapter Arts Centre di Cardiff.
Nel 2007-2008 riceve una committenza dalla Fondazione Frankfurter Positionen 2008 e dal teatro Schauspiel di Francoforte. Nel 2012 dirige la Nouvelle École des Maîtres (Italia, Portogallo, Francia e Belgio). Le sue opere sono state tradotte in inglese, francese, italiano, tedesco, portoghese, svedese, catalano, valenziano, ceco, slovacco, corato, polacco, russo, sloveno, greco e fiammingo; pubblicate in Argentina, Spagna, Messico, Repubblica Ceca, Germania, Francia, Regno Unito e Italia. Ha tradotto in castigliano autori teatrali contemporanei tra cui Harold Pinter, Steven Berkoff, Wallace Shawn, Sarah Kane, Marius von Mayenburg, Reto Finger, Martin Crimp, Mark Ravenhill. Affianca alle attività più legate al palcoscenico e alle traduzioni quella di saggista.

## Catastrofe, caos e realtà
Una parola chiave della poetica di Spregelburd è la catastrofe, che egli contrappone alla tragedia: nel teatro della catastrofe la non-linearità e la velocità sconvolgono l'assunto tragico, appartenente alla drammaturgia da Edipo fino al dramma borghese e oltre, per il quale eventi e personaggi sono determinati dagli effetti delle loro scelte o da caratteristiche presenti a priori nella loro indole. Spregelburd rigetta la necessità e la causalità aristoteliche. Al tragico, essenza dell'uomo classico, Spregelburd, con Beckett, contrappone il ridicolo, il sentimento della catastrofe, molto più adatto a comprendere il reale contemporaneo.
Spregelburd è affascinato dalla Teoria del caos, e, nella sua scrittura per il teatro, esplora percorsi drammatici che rigettano il paradigma causa-effetto e la tradizionale triade aristotelica 'inizio-svolgimento-fine'. Spregelburd è critico nei confronti dei percorsi della scrittura teatrale tradizionale, che accosta alla fisica newtoniana (a fronte di quella 'del caos' o 'della complessità'), considerandola 'riduzionista' e quindi inadatta a sondare la vita. Riduzionista, è un termine che Spregelburd mutua dalla fisica classica, nella quale indica la convinzione della presenza leggi fisico-matematiche a seconda delle quali avverrebbero i fenomeni naturali. Nella realtà, oggetto di ricerca del teatro, la convinzione che esistano leggi analoghe è inefficace, in particolare alla luce della velocità e della enormità dei fenomeni contemporanei, che arrivano a seppellire le proprie cause, sono puro effetto: catastrofi, appunto. Come la Teoria del caos, la geometria dei frattali e la meccanica quantistica hanno aperto nuove porte della fisica, così il teatro deve mettere in questione certe convinzioni, con l'accettazione del funzionamento caotico delle cose e l'abbandono di prassi riduzionistiche.
Un esempio di progressione caotica nella drammaturgia di Spregelburd è rilevabile, ad esempio ne La stupidità. Il testo fa parte dell'Eptalogia di Hieronymus Bosch, in cui Spregelburd si propone di ritrarre, come il maestro fiammingo nella tavola dei Sette peccati capitali, i peccati dell'umanità contemporanea. Nel dramma, una strabordante storia 'on the road', che ha luogo in varie stanze di anonimi motel americani, e prevede oltre venti personaggi, questi sono vittime di una vorticosa casualità, ostacoli sciocchi e insormontabili, e di costanti 'rumori di fondo', conversazioni altrui, registrazioni sulla segreteria telefonica, eccetera. Le loro grottesche e ridicole negligenze - la loro 'stupidità' ne è al contempo frutto e causa: lo spettatore non ha indizi per decidere.
La ricorrenza della casualità nella poetica di Spregelburd - va sottolineato - non è apologia del caos, ma è il punto di partenza per un'osservazione del reale che possa aspirare ad essere efficace in un mondo velato da impalcature narrative potenti e in grado di mobilitare la realtà. Le vicende di inizio secolo, nell'Argentina del collasso economico, hanno contribuito a consolidare le convinzioni di Spregelburd; in generale cultura e società contemporanee, non solo argentine, sono al centro della poetica del drammaturgo.

## Filmografia
- Sin rodeos, regia di Santiago Segura (2018)
- Trenque Lauquen, regia di Laura Citarella (2022)

## Opere
- Cuchas de almas, 1992.
- Destino de dos cosas o de tres, 1993.
- Dos personas diferents dicen hace buen tiempo, 1994-1998.
- La tiniebla, 1994.
- Remanente de invierno, 1994, 1995.
- Moratoria, 1995.
- Varios pares de pies sobre piso de màrmol, 1996-1997.
- Cuadro de asfixia, 1996.
- Raspando la cruz, 1997.
- Heptalogía de Hieronymus Bosch: 2. La extravagancia (Eptalogia di Hieronymys Bosch: 2. La stravaganza), 1997-2009.
- Motìn, scritto con F. Zypce, 1997.
- Canciones alegres de niños de la patria, 1998.
- Heptalogía de Hieronymus Bosch: 3. La modestia (Eptalogia di Hieronymys Bosch: 3. La modestia), 1999-2005.
- Diario de trabajo Versión sobre textos del Arbeitsjournal de Bertolt Brecht, scritto insieme a M. Feldman, 1999.
- DKW, 2000.
- Plan Canje, 2000.
- Fractal, 2000.
- Heptalogía de Hieronymus Bosch: 1. La inapetencia (Eptalogia di Hieronymys Bosch: 1. L'inappetenza), 2001.
- La escala humana, scritta con Alejandro Tantanian e Javier Daulte, 2000-2003.
- Satánica, 2002.
- Un momento argentino, 2002-2005.
- Heptalogía de Hieronymus Bosch: 5. El pánico (Eptalogia di Hieronymys Bosch: 5. Il panico), 2003-2009.
- Bizarra, una saga argentina, 2003.
- Heptalogía de Hieronymus Bosch: 4. La estupidez (Eptalogia di Hieronymys Bosch: 4. La stupidità), 2003-2007.
- El futuro, 2005.
- Lúcido (Lucido), 2006.
- Buenos Aires, testo composto per il trittico internazionale Three cities, 2007-2010.
- Acassuso, 2007-2009.
- Bloqueo, 2007.
- Heptalogía de Hieronymus Bosch: 6. La paranoia (Eptalogia di Hieronymys Bosch: 6. La paranoia), 2007-2010.
- Heptalogía de Hieronymus Bosch: 7. La terquedad (Eptalogia di Hieronymys Bosch: 7. L'ostinazione), 2007-2011.
- Todo, 2009-2013.
- Envidia, libretto di un'opera lirica diretta da Spregelburd e basato sulle opere La extravagancia e Satánica, 2010.
- Apátrida, doscientos años y unos meses, 2010-201..
- Call me god, scritta insieme a Marius von Mayenburg, Albert Ostermeier, Gian Maria Cervo.
- Cėulas teatrales: máquinas para producir catástrofes. Bocetos para el fin de Europa, 2012.
- Spam, 2013.
- Santa Cecilia de Borja e Zaragoza, 2014.
- SPAM, traduzione di Manuela Cherubini, con Andrea Ciommiento, Bologna, Cue Press, 2016. ISBN 9788899737146.

## Televisione
- El hombre de tu vida (2011) Regia: Juan José Campanella.
- Lunfardo argento (2011) Regia: Santiago Van Dam
- TV por la inclusión (2011) Regia: Alejandro Maci
- Entre horas (2012) Regia: Daniela Goggi
- Tiempos compulsivos (2013) Pol-ka Producciones Regia: Daniel Barone
- Las huellas del secretario (2013) Regia: Matías Bertilotti
- Historias de corazón, (capitolo 27: "Sangre de mi sangre" 2013) Regia: Gustavo Luppi
- Guapas (2014) Regia: Daniel Barone e Lucas Gil
- La casa del mar (2016)
- Animadores (2017) Regia: Gabriel Nesci
- Otros pecados (2018) Regia: Daniel Barone, Pol-ka Producciones
- El mejor infarto de mi vida - serie TV, 6 episodi (2025)